# 克拉肯海
克拉肯海（Kraken Mare）是人类已知的土卫六的最大的甲烷湖。位于68°N，310°W，直径约为1170千米，于2007年被卡西尼号探测器发现，并在2008年以传说中的海怪——克拉肯的名字命名。
克拉肯海的大小与地球上的里海相近，湖中有一个岛屿，名为梅達島。

## 圖集

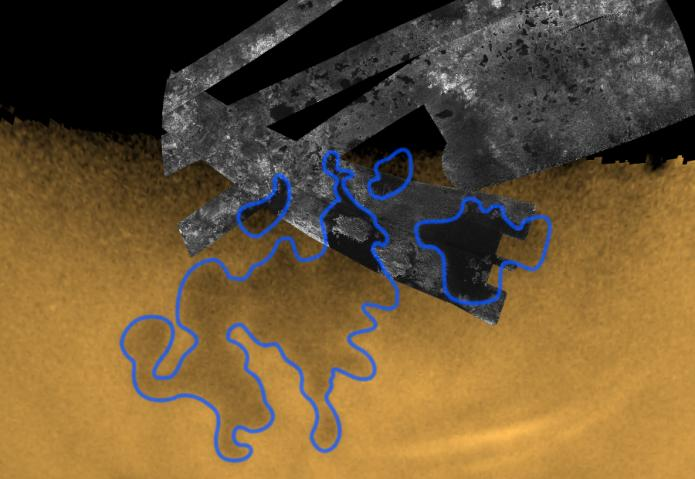
克拉肯海的合成孔徑雷達圖像。
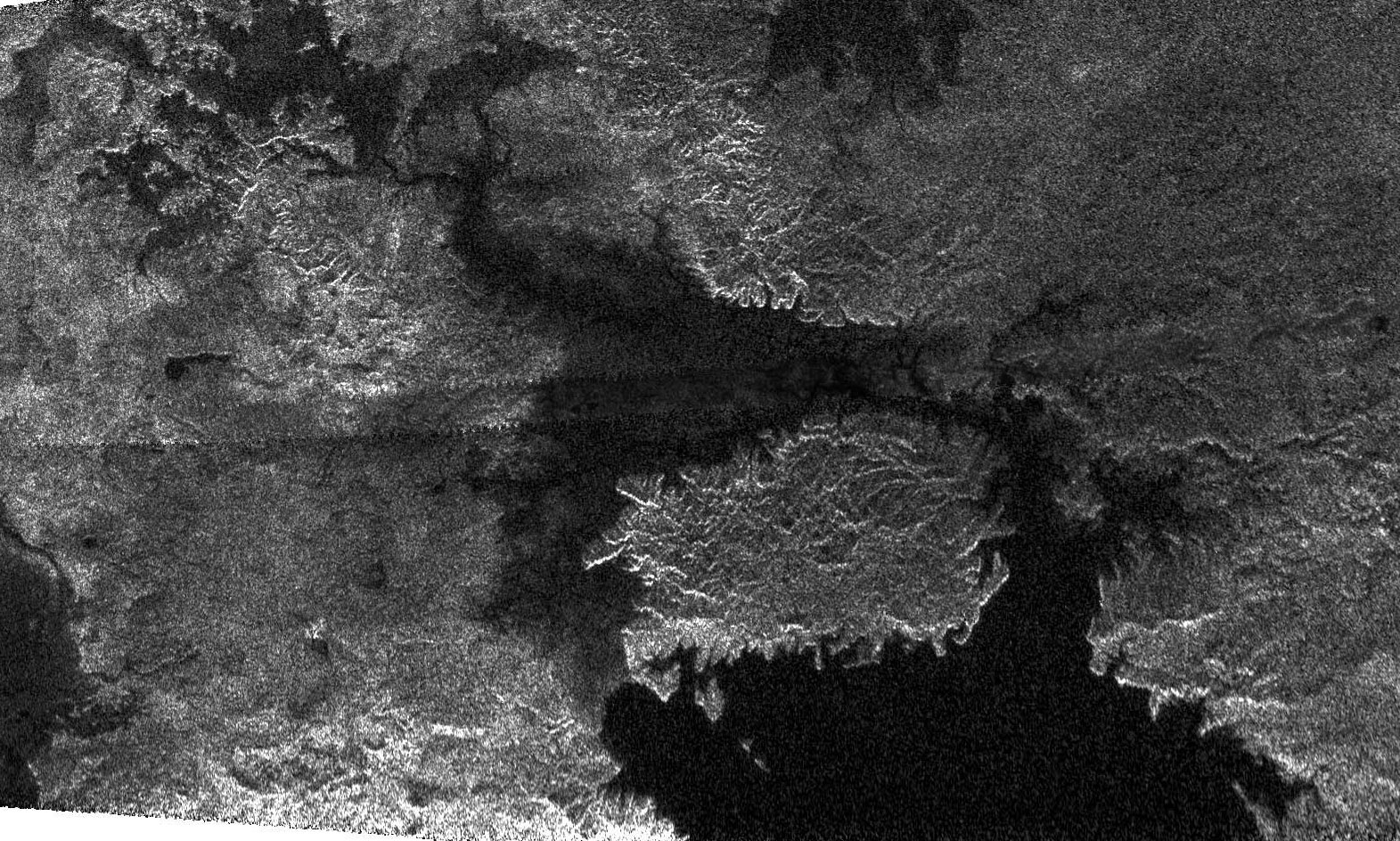
克拉肯海的北部，可看見梅達島。
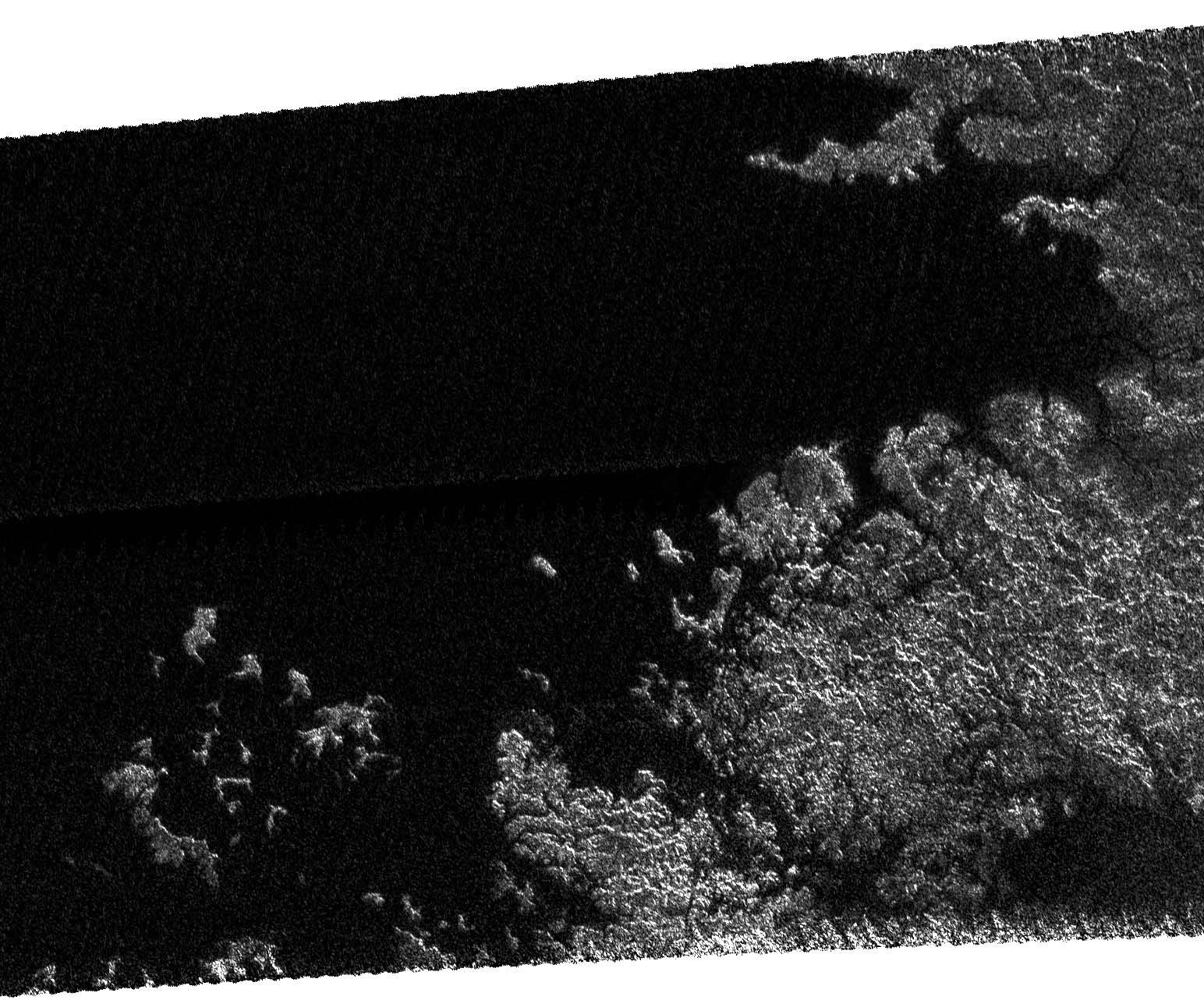
克拉肯海的海岸線，可看見其他小型的島嶼。

## 相关链接
- 美国地质勘探局天文：行星命名：特征数据检索结果 （页面存档备份，存于）
- 卡西尼，惠更斯：多媒体影像
- 地图：土卫六的北极地区（页面存档备份，存于）